# Олівер Кегель
Олівер Міхаель Кегель (нім. Oliver Michael Kegel; 14 червня 1961, Берлін) — німецький весляр-байдарочник, виступав за збірну Німеччини від початку 1980-х до середини 1990-х років. Чемпіон літніх Олімпійських ігор у Барселоні, чотириразовий чемпіон світу, багаторазовий переможець і призер першостей національного значення.

## Життєпис
Олівер Кегель народився 14 червня 1961 року в Берліні, в тій частині міста, яка належала до Західної Німеччини. Активно займатися веслуванням на байдарці почав у ранньому дитинстві, проходив підготовку в місцевих спортивних клубах «Берлін» і «Шарлоттенбург».
Першого серйозного успіху на дорослому міжнародному рівні досягнув у сезоні 1981 року, коли потрапив до основного складу німецької національної збірної і побував на чемпіонаті світу в англійському Ноттінгемі, звідки привіз бронзову нагороду, яку виграв у змаганнях чотиримісних екіпажів на дистанції 1000 метрів. Завдяки низці вдалих виступів удостоївся права захищати честь країни на літніх Олімпійських іграх 1984 року в Лос-Анджелесі — разом з партнерами по команді Берндом Гесселем, Детлефом Шмідтом і Райнером Шоллем зумів вийти у фінальну стадію кілометрової програми четвірок, але у вирішальному заїзді фінішував лише восьмим.
На чемпіонаті світу 1987 року в Дуйсбурзі Кегель виграв бронзу в четвірках на десять кілометрів. Але відбір на Олімпійські ігри 1988 року в Сеулі не пройшов через дуже високу конкуренцію в команді.
1991 року на чемпіонаті світу в Парижі в складі екіпажу, до якого також увійшли веслярі Томас Райнек, Детлеф Гофман і Андре Воллебе, Кегель завоював одразу три медалі у трьох дисциплінах байдарок-четвірок: дві золоті на п'ятистах і десяти тисячах метрів, і срібну на кілометрі (у фіналі поступився команді Угорщини). Бувши одним із лідерів збірної об'єднаної Німеччини, успішно пройшов кваліфікацію на Олімпійські ігри 1992 року в Барселоні, де цього разу в кілометровій дисципліні четвірок виграв золоту олімпійську медаль, крім нього до складу команди входили Райнек, Воллебе і Маріо фон Аппен.
Ставши олімпійським чемпіоном, Кегель ще протягом деякого часу залишався в основному складі національної збірної і продовжував брати участь в найбільших міжнародних регатах. Так, 1993 року виступив на чемпіонаті світу в Копенгагені і знову виграв медалі у трьох дисциплінах чотиримісних байдарок: срібло на п'ятисотметровій дистанції, золото на кілометрі і на десяти кілометрах, ставши таким чином чотириразовим чемпіоном світу. Невдовзі після цих змагань вирішив завершити кар'єру професійного спортсмена.